# Abborretjärnet (Vårviks socken, Dalsland, 656776-129266)
Abborretjärnet är en sjö i Bengtsfors kommun i Dalsland och ingår i Göta älvs huvudavrinningsområde.